# Oven (astrologija)
Oven (♈︎) (latinsko aries, starogrško Κριός, Kriós) je prvo astrološko znamenje v zodiaku, ki obsega prvih 30 stopinj nebesne dolžine (0 ° ≤ λ <30 °), in izvira iz istoimenskega ozvezdja . Pod tropskim zodiakom vsako leto Sonce prehaja to znamenje približno od 20. marca do 21. aprila. Ta čas traja natanko prvi mesec koledarja Sončne hidžre (arabski Hamal / perzijski Farvardin / Wray).
Po tropskem astrološkem sistemu Sonce vstopi v znamenje ovna, ko doseže marčevsko enakonočje, ki se v povprečju zgodi 21. marca (po zasnovi). Ker Zemlja potrebuje približno 365,24 dni, da obide Sonce, natančen čas enakonočja ni vsako leto enak in se običajno zgodi približno šest ur kasneje od enega leta do naslednjega, dokler ga ne ponastavi prestopno leto. 29. februarja prestopnega leta povzroči, da letošnje pomladansko enakonočje pade približno osemnajst ur prej - po koledarju - v primerjavi s prejšnjim letom. Od vključno 1800 do 2050 se datum pomladanskega enakonočja (ali bo) gibal (d) od 19. marca ob 22:34 UT1 leta 2048 do 21. marca ob 19:15 UT1 leta 1903.